# (474039) 2016 GT217
(474039) 2016 GT217 es un asteroide perteneciente al cinturón de asteroides, descubierto el 13 de noviembre de 2006 por el equipo del Spacewatch desde el Observatorio Nacional de Kitt Peak, Arizona, Estados Unidos.

## Designación y nombre
Designado provisionalmente como 2016 GT21.

## Características orbitales
2016 GT217 está situado a una distancia media del Sol de 2,460 ua, pudiendo alejarse hasta 2,848 ua y acercarse hasta 2,072 ua. Su excentricidad es 0,157 y la inclinación orbital 5,042 grados. Emplea 1409 días en completar una órbita alrededor del Sol.

## Características físicas
La magnitud absoluta de 2016 GT217 es 17,087.